# Volšebnik Izumrudnogo goroda
Volšebnik Izumrudnogo goroda (in russo Волшебник Изумрудного города? letteralmente "Il mago della Città di Smeraldo"), è un romanzo per ragazzi del 1939 dello scrittore russo Aleksandr Melent'evič Volkov, ispirato a Il meraviglioso mago di Oz di Lyman Frank Baum.
Volkov disse di aver iniziato a tradurre il libro di Baum per allenare il suo inglese. Spesso si ritrovava a raccontare la storia anche ai suoi figli, alterando e aggiungendo elementi, come la maggior parte dei nomi dei protagonisti; cosa comprensibile, dato che alcuni di quelli inventati da Baum sarebbero risultati difficili da ricordare per dei lettori russi. Quando completò la sua rielaborazione si accorse che non si trattava più della storia di Baum, bensì di una sorta di fiaba russa con radici americane. Il nome di Baum viene comunque citato nelle note introduttive di alcune edizioni, in cui Volkov spiega le origini della storia.
La prima edizione del libro, corredata da illustrazioni in bianco e nero di Nikolaj Radlov, fu pubblicata nel 1939 con una con una tiratura di 25 000 copie, conquistando da subito la simpatia dei lettori. Questo portò l'anno successivo ad una seconda edizione all'interno della "serie scolastica", questa volta con una tiratura di 170 000 copie. Il successo ottenuto spinse Volkov a scrivere uno spettacolo teatrale che verrà messo in scena nei teatri di Mosca, Leningrado e altre città.
Nel 1959, quasi parallelamente alla prima vera traduzione russa dell'opera di Baum, venne pubblicata anche una riedizione della variante di Volkov con alcune revisioni da parte dell'autore. Questa edizione conteneva delle illustrazioni a colori ad opera di Leonid Viktorovič Vladimirskij, già noto per aver illustrato un altro riadattamento russo di un libro per ragazzi, Il compagno Pinocchio. La nuova edizione illustrata divenne enormemente celebre negli anni sessanta; tanto da portare Volkov a collaborare nuovamente con Vladimirsky, scrivendo cinque seguiti a ventiquattro anni di distanza dalla pubblicazione del romanzo originale: Urfin Jus e i suoi soldati di legno (1963), I sette re sotterranei (1964), Il fiero Dio dei Marrani (1968), La nebbia verde (1970) e Il segreto del castello abbandonato (1975, pubblicato nel 1982). I sequel sono creazioni originali di Volkov non essendo basati su nessuno dei successivi libri di Oz di Baum, sebbene ne contengano alcuni riferimenti.
La serie della Terra magica scritta da Volkov è stata tradotta in numerose lingue, diventando popolare tra i bambini del blocco comunista al punto da essere quasi più nota degli stessi libri di Baum in alcuni paesi come la Russia, la Cina e l'ex Germania dell'Est.
Tutti i libri della serie sono inediti in Italia.

## Trama
La piccola Ellie Smith vive nel Kansas assieme ai genitori Ann e John e al cagnolino Totoshka. Un giorno la bambina e il suo cane vengono sollevati nel loro carrozzone da un tornado causato dalla cattiva strega Gingema, che li trasporta nella Terra magica. Ma la strega buona Villina dirige il carro in modo che finisca proprio in testa a Gingema. Ellie scopre con sua sorpresa che nella Terra magica Totoshka può parlare. Alla richiesta della bambina di tornare nel Kansas, Villina le fa indossare le magiche scarpette d'argento dell'ormai defunta Gingema e la indirizza da James Goodwin, il mago che vive nella Città di Smeraldo. La bambina si avventura così lungo la strada di mattoni gialli.
Nel cammino incontra uno spaventapasseri (Strasheela, "Cosa spaventosa") che vorrebbe avere un cervello, e un uomo di latta che desidererebbe possedere un cuore. La bambina decide di portarli da Goodwin nella speranza che esaudisca i loro desideri. Dopo essersi rimessi in viaggio Ellie viene rapita da un orco che la imprigiona nella sua dimora per mangiarsela, ma viene prontamente salvata dai suoi due nuovi amici. Superata questa traversia si imbattono in un leone codardo, che decidono di portare con loro in modo che il mago possa dargli del coraggio. Dopo aver affrontato delle tigri dai denti a sciabola e attraversato un fiume, passano per un campo di papaveri velenosi che fanno addormentare Ellie, Totoshka e il leone. Lo spaventapasseri e il boscaiolo li salveranno con l'aiuto di Ramina, la regina dei topi ed il suo esercito. Prima di proseguire il cammino Ramina dona ad Ellie un fischietto d'argento da soffiare in caso di bisogno. Arrivati in città, Goodwin decide di esaudire le loro richieste, a patto che liberino il paese Viola dalla perfida strega Bastinda, sorella di Gingema. Il gruppo decide di tentare l'impossibile impresa.
Dopo essere sopravvissuti agli attacchi dei lupi, dei corvi e delle api di Bastinda, vengono catturati dalle scimmie alate, evocate dal magico cappello d'oro della strega; che distruggono lo spaventapasseri e il taglialegna, e imprigionano il leone. Ellie viene risparmiata grazie al potere benefico delle scarpette d'argento, ritrovate da Totoshka nella caverna di Gingema. La perfida Bastinda costringe la bambina a farle da sguattera. Ellie nel frattempo inizia a progettare una rivolta assieme al cuoco Fregoza, aizzando gli schiavi della strega. La bambina viene presto a sapere che il punto debole della strega è l'acqua e riesce così a scioglierla gettandogliene addosso un secchio pieno. Lo spaventapasseri e il taglialegna di latta vengono rimessi a nuovo dagli schiavi, ora liberi, che chiedono al boscaiolo di essere il loro nuovo re. Egli accetta, ma non prima di aver ottenuto un cuore. Il gruppo ritorna quindi alla Città di Smeraldo, dove scoprono che Goodwin è in verità un uomo comune, arrivato nella Terra magica grazie ad una mongolfiera. Goodwin dona un sacchetto di aghi e spilli come cervello allo spaventapasseri, un cuore di pezza all'uomo di latta e fa bere del kvas al leone per infondergli coraggio. I tre erano in realtà già in possesso di ciò che desideravano, ma mancavano solo di fiducia in loro stessi. Goodwin decide quindi di tornare nel suo paese in mongolfiera riportando anche a casa Ellie, e nomina re lo spaventapasseri. Purtroppo un colpo di vento rompe una corda a cui erra fissata la mongolfiera, facendo volare via il pallone e lasciando Ellie nella Terra magica. Il gruppo si dirige quindi verso il paese Rosa, governato dalla buona strega Stella.
Durante il viaggio dovranno affrontare un'alluvione che li coglierà nel mezzo di un grande fiume che stavano attraversando. Dopodiché il leone sconfiggerà un enorme ragno che terrorizzava gli animali del bosco, i quali per ringraziarlo lo eleggeranno loro re. Per superare l'alta montagna dei Marrani, un popolo di terribili saltatori, Ellie dovrà ricorrere all'aiuto delle scimmie alate, grazie al cappello che aveva sottratto a Bastinda. Giunti finalmente nella terra Rosa, Stella rivela a Ellie che può tornare a casa grazie alle scarpine d'argento. Ellie e Totoshka fanno quindi ritorno a casa, non prima di aver salutato i loro amici, che torneranno ciascuno a governare il proprio regno.

## Adattamenti
- Volšebnik Izumrudnogo goroda (Волшебник Изумрудного города): serie con burattini in due parti del 1968.
- Volšebnik Izumrudnogo goroda (Волшебник Изумрудного города): serie animata televisiva in stop-motion in 10 episodi del 1973-1974.
- Volšebnik Izumrudnogo goroda (Волшебник Изумрудного города): film in live-action del 1994.
- Priključenija v Izumrudnom gorode (Приключения в Изумрудном городе): serie animata in 4 episodi del 1999-2000.
- Urfin Džus i ego derevjannye soldaty (Урфин Джюс и его деревянные солдаты): film d'animazione in CGI del 2017